# Brachyelytrum
Brachyelytrum és un gènere de plantes de la família de les poàcies. És l'únic gènere de la tribu Brachyelytreae. És originari d'Amèrica del Nord, Japó i Corea.

## Taxonomia
El gènere va ser descrit per Ambroise Marie François Joseph Palisot de Beauvois i publicat a Essai d'une Nouvelle Agrostographie 39, 155, pl. 9, f. 2. 1812. L'espècie tipus és:Brachyelytrum erectum  (Schreb.) P.Beauv. 
Citologia
El nombre cromosòmic bàsic del gènere és x =11, amb nombres cromosòmics somàtics de 2n = 22. 2 ploide.
Etimologia
Brachyelytrum: nom genèric que deriva del grec brachus (curt) i elutron (coberta, pela), al·ludint a les seves glumes curtes.

## Espècies acceptades
A continuació es brinda un llistat de les espècies del gènere Brachyelytrum acceptades fins a maig de 2014, ordenades alfabèticament. Per a cadascuna s'indica el nom binomial seguit de l'autor de nom científic, abreujat segons les convencions i usos.
- Brachyelytrum aristosum  (Michx.) Trel., Branner & Coville, 1891[4]
- Brachyelytrum erectum  (Schreb.) P.Beauv., 1812 [5]
- Brachyelytrum japonicum  (Hack.) Matsum. ExProfunda, 1930 [6]